# Jesús Aguilar Padilla
Jesús Alberto Aguilar Padilla (El Llano de la Carrera, Cosalá, Sinaloa; 24 de febrero de 1952-Culiacán, Sinaloa; 30 de enero de 2023) fue un político y abogado mexicano, miembro del Partido Revolucionario Institucional. Fue gobernador de Sinaloa entre 2005 y 2010.

## Carrera política
Fue diputado y presidente de la extinta Gran Comisión del Congreso del Estado de Sinaloa, posterior a ello fue gobernador del estado de Sinaloa (2005-2010), donde desempeñó distintos cargos públicos.
En 2012 fue nombrado Subsecretario de Agricultura (en la Secretaría de Agricultura, Ganadería, Desarrollo Rural, Pesca y Alimentación) durante el sexenio de Enrique Peña Nieto.
Falleció en Culiacán el 30 de enero de 2023 a los 70 años de edad.